# Geheimnummer
Eine Geheimnummer bezeichnet eine Vielzahl unterschiedlicher geheim gehaltener Nummern oder Zugangskennungen.
Der Begriff steht unter anderem für eine Telefonnummer, die nicht in das Telefonbuch eingetragen wurde und somit nur einem begrenzten Teilnehmerkreis zur Verfügung stehen soll.
Weiterhin ist eine Geheimnummer in der Regel eine Ziffernfolge, mit der man sich als rechtmäßiger Nutzer für verschiedene „Dienstleistungen“ ausweist, wie beispielsweise Bankkonten, Scheckkarten, Schlössern mit Zahlenkombinationen o. Ä. Geheimnummern befinden sich zum Beispiel auf einer Calling Card oder Telefonkarte. Die Nummer ist meistens mit einer undurchsichtigen Beschichtung verdeckt und muss, um gelesen werden zu können, erst einmal freigerubbelt werden. Nach Einwahl einer gebührenfreien Nummer (0800/…) erhält man die Aufforderung zur Eingabe der geheimen Zugangskennung, gefolgt von einem Wählton und kann nun die eigentliche Rufnummer wählen.
Geheimnummern sind persönliche (personenbezogene) Informationen und somit gegen die unbefugte Weitergabe durch Dritte in den meisten Ländern durch das Persönlichkeitsrecht geschützt.